# 岡本英樹
岡本英樹，日本男性動畫導演、演出家。出身於奈良縣奈良市。

## 人物簡介
從1996年播出日昇動畫製作的電視動畫《機動新世紀鋼彈X》首次擔任第26話演出之後，轉身成為自由身持續參加動畫製作。另外對軍事，尤其是舊海軍、海上自衛隊、波蘭軍事的造詣很深，因此2004年播出的電視動畫《次元艦隊》還擔任設定考證。

## 主要參加作品

### 電視動畫
1990年代
- 元氣爆發（1992年－1993年，製作進行）
- 熱血最強（1993年－1994年，製作進行）
- 機動武鬥傳G鋼彈（1994年－1995年，製作進行）
- 新機動戰記鋼彈W（1995年－1996年，製作進行、演出助手）
- 機動新世紀鋼彈X（1996年，演出助手、演出）
- 烈火之炎（1997年－1998年，分鏡、演出）
- MAZE☆爆熱時空（1997年，演出）
- 超魔神英雄傳（1998年，演出）
- 青澀之戀（1998年，演出）
- 男女蹺蹺板（1998年－1999年，分鏡、演出）
- 餓沙羅鬼（1998年－1999年，演出）
- 宇宙戰艦山本洋子（1999年，演出）
- 天生一對（1999年，分鏡）
- 神八劍傳（日语：神八剣伝）（1999年，分鏡）
- The Big O（1999年，分鏡、演出）
- 六翼天使之聲（日语：セラフィムコール）（1999年，演出）
- 魔術士歐菲 Revenge（1999年－2000年，演出）

2000年代
- 愛上壞壞的死神（2000年，分鏡、演出）
- 幽浮寶貝（2000年－2002年，演出）
- 機巧奇傳希約戰記（2000年－2001年，演出）
- ANGELIC LAYER 天使領域（2001年，演出）
- 青春草莓蛋（2001年，分鏡、演出）
- Z.O.E Dolores, i（日语：Z.O.E Dolores, i）（2001年，演出）
- 青出於藍（2002年，演出）
- 魔法使的條件（2003年，演出）
- 6/17秀逗美眉（2003年，分鏡、演出）
- 鈴鐺貓娘Nyo（2003年－2004年，分鏡、演出）
- 闇與帽子與書的旅人（2003年，演出）
- 北方戀曲 ～Diamond Dust Drops～（2004年，演出）
- 銀河天使X（2004年，分鏡）
- Sweet Valerian（日语：スウィート・ヴァレリアン）（2004年，分鏡、演出）
- 次元艦隊（2004年－2005年，設定考證、演出）
- 初音島 Second Season（2005年，分鏡、演出）[注 1]
- 學園快樂七福神 ～The 電視漫畫～（日语：はっぴぃセブン）（2005年，分鏡）
- 極樂天師（2005年，演出）
- Canvas2 ～彩虹色的圖畫～（2006年，分鏡）
- 女生愛女生（2006年，分鏡）
- 吉永家的石像怪（2006年，分鏡）
- BLACK LAGOON The Second Barrage（2006年，演出）
- Venus Versus Virus（2007年，分鏡）
- 悲慘世界 少女珂賽特（2007年，分鏡）
- 藍蘭島漂流記（2007年，導演[1]）
- 初音島II（2007年，導演）
- 初音島II Second Season（2008年，導演）
- 07-GHOST（2009年，分鏡）
- 魔力充電娘（2009年，分鏡、演出）
- GA 藝術科美術設計班（2009年，分鏡、演出）

2010年代
- 學生會長是女僕！（2010年，分鏡）
- 戰國少女 ～桃色異傳～（2011年，導演[2]）
- 聖誕之吻SS+ plus（2012年，OP分鏡&演出）
- 一起一起這裡那裡（2012年，分鏡）
- 蝦掰天文社 公立海老栖川高中天悶社（2012年，導演）
- 我的朋友很少NEXT（2013年，圖形建立構造）
- 寶石寵物 Happiness（2013年，分鏡）
- 狐仙的戀愛入門（2014年，助理導演）
- 約會大作戰II（2014年，演出補佐）
- 精靈使的劍舞（2014年，分鏡）
- 惡魔高校D×D BorN（2015年，助理導演）
- 蒼之彼方的四重奏（2016年，分鏡）
- 南鎌倉高校女子自行車社（2017年，自行車監修、分鏡）
- 此花奇譚（2017年，導演）
- 巴哈姆特之怒 Manaria Friends（2019年，導演）
- 一拳超人（2019年，演出）
- 街角魔族（2019年，分鏡、演出）
- 彼方的阿斯特拉（2019年，分鏡）
- 爆丸5星域爭霸（2019年，分鏡、演出）

2020年代
- 真白之音（2021年，分鏡）
- 擅長捉弄人的高木同學3（2022年，分鏡）
- HIGH CARD 至高之牌（2023年，分鏡）
- 2.5次元的誘惑（2024年，導演）

### OVA
- 機動戰士鋼彈 第08MS小隊（1997年，製作進行）
- 旭日之艦隊（日语：旭日の艦隊）（1999年，分鏡、演出）
- 小魔女DoReMi 童年秘密篇[[[Wikipedia:格式手册/链接#章節|錨點失效]]]（2004年，演出）
- 奈奈與薰的SM日記（2011年，導演）
- 眾神中的貓神（2012年，分鏡、演出）

### 電影動畫
- 劇場版 Fate/stay night UNLIMITED BLADE WORKS[[[Wikipedia:格式手册/链接#章節|錨點失效]]]（2010年，演出）

### 網路動畫
- 爆丸 裝甲聯盟（2020年，助理導演、分鏡、演出）
- 爆丸7（2021年，導演、分鏡、演出）

## 腳注

## 相關項目
- 日本動畫師列表